# الیور اچ.پی. گارت
الیور اچ.پی. گارت (انگلیسی: Oliver H. P. Garrett؛ ‏ ۶ مهٔ ۱۸۹۴ – ۲۲ فوریهٔ ۱۹۵۲) کارگردان فیلم، نویسنده و روزنامه‌نگار بود.
از فیلم‌هایی که وی در آن‌ها نقش داشته‌است، می‌توان به ناوبری کور، جدال در آفتاب، پرواز برای آزادی، زیرزمین، بربادرفته، توفند، ملودرام منهتن، وداع با اسلحه، پرستار شب، خیابان‌های شهر، موبی دیک، برای اثبات بی‌گناهی و خیابان شانس اشاره نمود.